# Chris Humphrey
Christopher „Chris“ Charles Humphrey (* 19. September 1987 in St. Catherine) ist ein jamaikanischer Fußballspieler, der beim FC Bury in England unter Vertrag steht.

## Karriere

### Verein
Chris Humphrey begann seine Karriere beim FC Walsall in England. Im Jahr 2004 wechselte er in die U-18-Mannschaft von West Bromwich Albion. In der Saison 2005/06 stand er einige Male im Profikader, kam allerdings nicht zum Einsatz. Ab der Spielzeit 2006/07 stand er für drei Jahre beim englischen Viertligisten Shrewsbury Town unter Vertrag. Im November 2007 war er für einen Monat an die Stafford Rangers in die National League verliehen. Im Sommer 2009 wechselte Humphrey zum schottischen Erstligisten FC Motherwell. Sein Debüt gab er wenige Tage nach seiner Verpflichtung in der Qualifikation für die Europa League beim 8:1-Sieg über KS Flamurtari Vlora aus Albanien. In seiner ersten Saison in Motherwell kam er verletzungsbedingt 28 Mal zum Einsatz. Ab der Saison 2010/11 war er Stammspieler in der Mannschaft die im Jahr 2011 das schottische Pokalfinale erreichte, und 2013 überraschend Vizemeister wurde. Nach dem Ablaufen seines Vertrages wechselte Humphrey zum englischen Drittligisten Preston North End. Nach zwei Jahren als Stammspieler und dem Aufstieg in die Championship am Saisonende 2014/15, verlor er in der Zweitligasaison 2015/16 seinen Platz in der Elf. Am letzten Tag des Jahres 2016 wechselte der 29-jährige Humphrey zum schottischen Zweitligisten Hibernian Edinburgh. Für die Hibs debütierte Humphrey am 6. Januar 2017 gegen Dundee United, als er in der Startelf stand. Nach nur einer Saison in Edinburgh wechselte Humphrey zum FC Bury.

### Nationalmannschaft
Chris Humphrey absolvierte sein Debüt für die Jamaikanische Fußballnationalmannschaft im Mai 2012 im Länderspiel gegen Panama, als er für Keammar Daley eingewechselt wurde. Mit der Nationalmannschaft nahm Humphrey im Jahr 2015 am Gold Cup in den USA und Kanada teil. Mit den Reggae Boyz erreichte er dabei das Finale, das gegen Mexiko verloren wurde. Im Turnierverlauf war er unter Nationaltrainer Winnie Schäfer dreimal zum Einsatz gekommen.